# Dacus iaspideus
Dacus iaspideus är en tvåvingeart som beskrevs av Munro 1948. Dacus iaspideus ingår i släktet Dacus och familjen borrflugor. Inga underarter finns listade i Catalogue of Life.